# Izvoarele (Tulcea)
Izvoarele es una comuna ubicada en el distrito de Tulcea, Rumania.

## Superficie
Posee una superficie de 97,51 kilómetros cuadrados.

## Demografía
Hasta 2021 la población era de 1760 habitantes, con una densidad de población de 18,05 habitantes por kilómetro cuadrado.